# Trąbki (powiat białobrzeski)
Trąbki – wieś w Polsce położona w województwie mazowieckim, w powiecie białobrzeskim, w gminie Stara Błotnica. Dawniej Grodzisko - Trąbki. We wsi znajduje się 5 budynków mieszkalnych.
Wieś wchodzi w skład sołectwa Grodzisko - Trąbki.
W latach 1975–1998 miejscowość położona była w województwie radomskim.
Wierni kościoła rzymskokatolickiego należą do parafii św. Józefa w Starym Goździe.